# TRANSLTR
TRANSLTR é um supercomputador fictício do enredo de Dan Brown em Fortaleza Digital. Localizado na sede da NSA, no departamento de criptografia. Tem objetivo de rastrear mensagens em todo o mundo e descriptografá-las, ato que faz em uma média de 6 minutos para formatos de criptografia conhecidos.

## Descrição
Possui três milhões de microprocessadores de alta capacidade. É exibido como um baleia mergulhando no oceano, onde apenas 10% de seu aparato fisico está exposto e os outros 90% estão escondidos embaixo de 6 andares no domo central da NSA.
Os processadores são revestidos por uma camada bem espessa de cerâmica e tem um sistema de resfriamento a gás freon que mesmo que este venha a falhar, inicia-se o desligamento automático da força de energia.
Sua fonte de energia está separada do resto da NSA, compartilhando-a com o departamento de criptografia. Utiliza um gerador de energia para que caso haja ausência de energia elétrica no prédio da NSA, o TRANSLTR continue funcionando.